# Herb Sosnowca
Herb Sosnowca – jeden z symboli miasta Sosnowiec w postaci herbu.

## Wygląd i symbolika
Herb przedstawia w dwudzielnej w lewo skos tarczy herbowej (uwzględniając strony heraldyczne) następujące elementy: w górnym srebrnym polu spływ dwóch rzek biegnących w kierunku czerwonej linii granicznej (linia graniczna jest jednocześnie linią podziału tarczy herbowej). W polu dolnym zaś przekrój geologiczny przez uskok tektoniczny i trzy pokłady węgla kamiennego. Nad tarczą czerwona, ceglana korona złożona z trzech kominów, lekko wygięta w łuk, zza której wyłania się zgięta, gotowa do uderzenia w prawą stronę prawa ręka robotnika trzymającego czarny młot o srebrnym trzonku. Ręka jest w rękawie srebrnej koszuli, podwiniętym powyżej łokcia.
- Połączenie dwóch rzek symbolizuje położenie w widłach Czarnej i Białej Przemszy (zobacz też Trójkąt Trzech Cesarzy).
- Czerwona linia przedstawia nadgraniczny charakter miasta do 1922.
- Przekrój geologiczny symbolizuje przemysł górniczy obecny w Sosnowcu od początku jego istnienia.
- Korona złożona z muru fabrycznego to emblemat przemysłu hutniczego.
- Ręka z młotem oznacza robotniczy charakter Sosnowca.

## Historia
Herb został ustalony w 1904 roku przez miejscową Radę Miejską. Autorem projektu jest Stefan Antonowicz Byszewski lub Edmund Telakowski według zasad rosyjskiej heraldyki – w Polsce nie dopuszcza się elementów wystających poza tarczę. W 1922 przeprowadzono konkurs na nowy herb, w 1938 roku ówczesne Ministerstwo Spraw Wewnętrznych i Oświecenia Publicznego wydało decyzję, że symbol miasta bezwzględnie należy zmienić, lecz do zmiany nie doszło.